# المر برنستاین
المر برنستاین (به انگلیسی: Elmer Bernstein) (زاده ۴ آوریل ۱۹۲۲ – درگذشته ۱۸ اوت ۲۰۰۴) آهنگساز، رهبر ارکستر و ترانه‌سرای اهل ایالات متحده آمریکا بود.
برنستاین آهنگساز فیلم‌هایی مانند ده فرمان، فرار بزرگ، روح، هفت زن، غرب وحشیِ وحشی، عصر معصومیت و دور از بهشت است. موسیقی فیلم‌های بزرگی چون تبهکاران نیویورک یا پرنده‌باز آلکاتراز نیز از کارهای اوست. شاید بتوان بزرگ‌ترین کار موسیقی او را موسیقی فیلم هفت دلاور دانست که مورد توجه بسیاری از محافل موسیقی قرار گرفت.
برنستاین نامزد دریافت ۱۴ اسکار موسیقی فیلم شد اما فقط توانست در سال ۱۹۶۷ برای فیلم کامل‌ترین میلی مدرن جایزهٔ اسکار بهترین موسیقی فیلم را نصیب خود کند.
او این توانایی را داشت که از موسیقی فیلم‌های کلاسیک تا موسیقی فیلم‌های پرانرژی جاز را تهیه کند. برنستاین اغلب از ارکسترهای بزرگ و کامل استفاده می‌کرد اما در برخی موارد مانند فیلم مردی با بازوان طلایی که در آن فرانک سیناترا نیز به ایفای نقش می‌پرداخت، به دلیل جاز بودن فضای فیلم، ارکستر بزرگ را کنار گذاشته و با گروه‌های کوچک جاز اقدام به ساخت موسیقی برای فیلم می‌کرد.
او در دهه‌های ۶۰ و ۷۰ به صورت خستگی‌ناپذیری برای سینمای هالیوود کار می‌کرد و در دههٔ ۸۰ بیشتر برای تلویزیون؛ از آن جمله می‌توان به همکاری‌اش با برنامهٔ «نشنال جئوگرافی» در تهیهٔ موسیقی برنامه‌های تلویزیونی اشاره کرد.
او علاقهٔ بسیاری به نوازندگی پیانو داشت و بسیاری معتقد بودند که اگر آرزوهای جوانی او تحقق پیدا می‌کرد، بدون شک می‌توانست یکی از بزرگ‌ترین نوازندگان پیانو در جهان باشد؛ در عین حال، همگی خوشحال هستند که نوازنده نشد؛ چرا که در این صورت دنیای موسیقی از خلق آثار او بی‌بهره می‌ماند! برنستاین در قرن بیست‌ویکم نیز جزو آهنگسازان و موسیقیدانان فعال بود و علاوه بر آهنگسازی اقدام به اجرا و انتشار مجدد کارهای موفق خود نمود.

## بخشی از فیلم‌شناسی
- ده فرمان (۱۹۵۶)
- سگ‌دو (۱۹۶۰)
- از تراس (۱۹۶۰)
- کشتن مرغ مقلد (۱۹۶۲)
- پرنده‌باز آلکاتراز (۱۹۶۲)
- عشق با بیگانه کامل (۱۹۶۳)
- فرار بزرگ (۱۹۶۳)
- هاد (۱۹۶۳)
- پای چپ من (۱۹۶۳)
- هفت دلاور (۱۹۶۳)
- تازه‌به‌دوران‌رسیده‌ها (۱۹۶۴)
- شاپرک‌های کولی (۱۹۶۹)
- شجاعت واقعی (۱۹۶۹)
- توپ برای کوردوبا (۱۹۷۰)
- خانه حیوانات (۱۹۷۸)
- هواپیما! (۱۹۸۰)
- گرگ‌نمای آمریکایی در لندن (۱۹۸۱)
- هوی متال (۱۹۸۱)
- شکارچیان روح (۱۹۸۴)
- دیگ سیاه (۱۹۸۵)
- سه رفیق (۱۹۸۶)
- جریان پس‌رو (۱۹۸۹)
- پای چپ من (۱۹۸۹)
- مزرعه (۱۹۹۰)
- کلاهبرداران (۱۹۹۰)
- رز پریشان (۱۹۹۱)
- تنگه وحشت (۱۹۹۱)
- عصر معصومیت (۱۹۹۳)
- مد داگ و گلوری (۱۹۹۳)
- غرب وحشی وحشی (۱۹۹۹)
- دور از بهشت (۲۰۰۲)